# Ctenus lejeunei
Ctenus lejeunei este o specie de păianjeni din genul Ctenus, familia Ctenidae, descrisă de Benoit, 1977.
Este endemică în Congo. Conform Catalogue of Life specia Ctenus lejeunei nu are subspecii cunoscute.